# Miguel Cabrita
Miguel Cabrita (nascido em 30 de setembro de 1974) é um nadador português. Ele competiu nos Jogos Olímpicos de Verão de 1992 e nos Jogos Olímpicos de Verão de 1996.